# Marcas corporativas de Wikipedia

Isologo de Wikipedia desde el 13 de mayo de 2010.

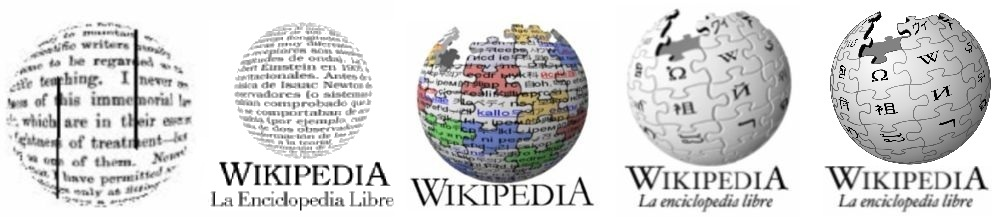
Las cinco marcas corporativas de Wikipedia aprobadas, desde su creación hasta 2010. Desde entonces se utiliza el llamado logo Wikipedia/2.0.

Desde sus inicios en 2001, Wikipedia ha utilizado diferentes isologotipos. Todos ellos incluyeron una esfera escrita como forma central, simbolizando el mundo y el conocimiento. A partir de 2003 se adoptó, como forma central en los logos, una esfera incompleta, conocida como globo-rompecabeza, compuesta por piezas de un rompecabezas con grafemas pertenecientes a diferentes escrituras del mundo.
Cada Wikipedia según idioma es autónoma y tiene facultades para elegir el logotipo que la identifique. A partir de 2003 todas han adoptado básicamente el mismo logo, con la expresión Wikipedia the free encyclopedia ('Wikipedia la enciclopedia libre'), traducida al idioma en que se escribe cada una. El señalamiento de diversos errores e inconsistencias en los símbolos incluidos en la globo-rompecabeza, llevó al diseño en 2010 de un nuevo logo, coordinado a su vez con un logo tridimensional. 
Los logos han sido realizados voluntaria y gratuitamente por usuarios de Wikipedia, y sus derechos de autor pertenecen a la Fundación Wikimedia.

## Logotipo del primer día
Wikipedia empezó como proyecto en lengua inglesa el 15 de enero de 2001. La primera imagen utilizada fue la bandera estadounidense, colocada por uno de los iniciadores del proyecto, Jimbo Wales, de manera precaria y sin intención de que asumiera la condición de logo del proyecto. De todos modos, el hecho generó algunas críticas sobre etnocentrismo.

## Logotipo de Nupedia

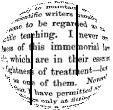
El Wiki logo Nupedia, primer logo de Wikipedia, obra de Bjørn Smestad, utilizado desde las primeras semanas del proyecto hasta febrero de 2002.

Poco después se diseñó el primer logo de Wikipedia, conocido como el Wiki logo Nupedia, que marcaría el desarrollo del proyecto, como una herramienta auxiliar de Nupedia. Atribuido erróneamente a Stephen Gilbert, su autor en realidad es Bjørn Smestad. En marzo de 2001 el logo ya se encontraba instalado, ubicándose en el margen derecho de las páginas.
El logo está hecho mediante la superposición de una frase del escritor y matemático inglés Lewis Carroll sobre un círculo, usando el efecto de ojo de pez para simular una esfera. La esfera está parcialmente surcada por dos líneas negras verticales, de difícil interpretación, que aparecían como dos ranuras en la esfera.
La frase es una cita en inglés tomada de Euclid and his Modern Rivals (Euclides y sus rivales modernos, Prefacio, pág. X) de Lewis Carroll, que dice:

In one respect this book is an experiment, and may chance to prove a failure: I mean that I have not thought it necessary to maintain throughout the gravity of style which scientific writers usually affect, and which has somehow come to be regarded as an ‘inseparable accident’ of scientific teaching. I never could quite see the reasonableness of this immemorial law: subjects there are, no doubt, which are in their essence too serious to admit of any lightness of treatment—but I cannot recognise Geometry as one of them. Nevertheless it will, I trust, be found that I have permitted myself a glimpse of the comic side of things only at fitting seasons, when the tired reader might well crave a moment’s breathing-space, and not on any occasion where it could endanger the continuity of the line of argument.
En un aspecto este libro es un experimento, e intentará probar un error: quiero decir que no consideré necesario mantener a lo largo del mismo la gravedad de estilo que los escritores científicos usualmente utilizan, y que de algún modo vino a ser visto como un «accidente inseparable» de la enseñanza científica. Nunca pude ver la racionalidad de esta ley inmemorial: hay temas que son, sin duda, en esencia demasiado serios para admitir cualquier tratamiento liviano — pero no puedo reconocer a la Geometría como uno de ellos. De todas maneras, confío, se descubrirá que me he permitido vislumbrar el lado cómico de las cosas sólo en momentos apropiados, cuando el cansado lector puede muy bien desear un momento de respiro, y no en cualquier ocasión que pueda poner en peligro la continuidad de la línea argumental.
Lewis Carroll

## The Cunctator

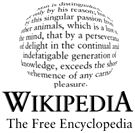
El segundo logo.

El 20 de noviembre de 2001 Larry Sanger, cofundador de Wikipedia y editor en jefe de Nupedia, propuso a la comunidad de la Wikipedia en inglés comenzar a estudiar un reemplazo del logo, sugiriendo además la inclusión de la palabra «Wikipedia» y, finalmente, también de la expresión «la enciclopedia libre», siempre en inglés (The free encyclopedia).
Ese mismo día, Magnus Manske realizó la primera propuesta: un cuadrado en azul y blanco, con la palabra «Wikipedia» en la parte superior y la leyenda «The free encyclopedia» (La enciclopedia libre) en la parte inferior, con un texto ilegible en el centro, cruzado por la frase «You can edit this page right now!» (¡Tú puedes editar esta página ahora mismo!). Para comienzos de diciembre de 2001, la comunidad de habla inglesa había presentado 24 propuestas, de las cuales se eligieron ocho para realizar una nueva ronda de selección definitiva.
El 28 de noviembre un editor presentado como anonymous presentó la propuesta N.º 24, que sería finalmente la elegida. Inmediatamente después de elegido el nuevo logo, el editor «anónimo» que lo había presentado agradeció la elección de su logo, revelando que se trataba del usuario The Cunctator, quien mantenía un fuerte enfrentamiento con Larry Sanger, director ejecutivo de Nupedia en ese momento, sobre cuáles debían ser las políticas básicas de Wikipedia.
El logo está obviamente inspirado y es muy similar al original, guardando una continuidad con él, hecho que fue valorado positivamente. Básicamente es la misma imagen, a la que se la ha cambiado la cita incluida en la esfera, que aparece además un poco más aplastada y sin las ranuras.

La W característica de Wikipedia, diseñada por Jonathan Hoefler para su fuente tipográfica Hoefler Text. Fue incluida por primera vez en el isologo The Cunctator y mantenida desde entonces.

Debajo se agrega la leyenda «Wikipedia The free enciclopedia» (Wikipedia La enciclopedia libre), escrita con una fuente Hoefler Text, diseñada por Jonathan Hoefler en 1991; la palabra «Wikipedia» aparece escrita toda en mayúsculas, con la primera y última letras más grandes, formato que se mantendrá en los logos siguientes. En particular, la letra W aparece en esta fuente tipográfica, con un diseño especial, superponiendo los dos vértices internos superiores de ambas ve cortas, generando la imagen icónica que desde entonces caracterizará la palabra "Wikipedia" en el isotipo. A partir de 2010, el isotipo se modificará levemente, para utilizar la fuente Linux Libertine, pero mantendrá el diseño de la W realizado por Hoefler.
Al igual que en el logo original, la imagen ha sido compuesta mediante la superposición de una frase sobre un círculo, usando el efecto de ojo de pez para simular una esfera. La frase es una cita tomada del Leviatán de Thomas Hobbes (Parte I, Capítulo VI), que dice:

Man is distinguished, not only by his reason, but by this singular passion from other animals, which is a lust of the mind, that by a perseverance of delight in the continual and indefatigable generation of knowledge, exceeds the short vehemence of any carnal pleasure.
El hombre se distingue singularmente no sólo por su razón, sino también por esa pasión, de otros animales, en los cuales el apetito nutritivo y otros placeres de los sentidos son de tal modo predominantes que borran toda preocupación de conocer las causas; éste es un anhelo de la mente que por la perseverancia en el deleite que produce la continua e infatigable generación de conocimiento, supera a la fugaz vehemencia de todo placer carnal.
Thomas Hobbes

La cita es parte de una frase más extensa referida a la curiosidad. El siguiente es el texto completo tal como se encuentra en el Leviatán:

Curiosity. Desire, to know why, and how, CURIOSITY; such as is in no living creature but Man; so that Man is distinguished, not onely by his Reason; but also by this singular Passion from other Animals; in whom the appetite of food, and other pleasures of Sense, by praedominance, take away the care of knowing causes; which is a Lust of the mind, that by a perseverance of delight in the continuall and indefatigable generation of Knowledge, exceedeth the short vehemence of any carnal Pleasure.
Curiosidad. Deseo de saber por qué y cómo, CURIOSIDAD; este sentimiento no se da en ninguna otra criatura viva sino en el hombre. El hombre se distingue singularmente no sólo por su razón, sino también por esa pasión, de otros animales, en los cuales el apetito nutritivo y otros placeres de los sentidos son de tal modo predominantes que borran toda preocupación de conocer las causas; éste es un anhelo de la mente que por la perseverancia en el deleite que produce la continua e infatigable generación de conocimiento, supera a la fugaz vehemencia de todo placer carnal.
Thomas Hobbes

En las discusiones que llevaron a la elección del logo, los wikipedistas señalaron y apoyaron el hecho de que se destacara la expresión final del texto de Hobbes: «placer carnal». Larry Sanger sintetizó lo adecuado de la cita de este modo:

So, we quote a famous philosopher, appeal to people's intelligence, titillate them, give them the idea that Wikipedia is a noble enterprise, and suggest that it is even better than sex. What could be better??? :-).
Entonces, citamos a un famoso filósofo, apelamos a la inteligencia de la gente, los excitamos, les damos la idea que Wikipedia es una empresa noble, y sugerimos que es incluso mejor que el sexo. ¿Qué podría ser mejor??? :-)
Larry Sanger

También se realizaron algunas observaciones sobre la idea de incluir un texto en un logo. Algunos usuarios consideraron que podía ser un error por su efecto potencial de distraer al observador, cuando un isotipo debe ser una imagen de visualización inmediata.
El 6 de diciembre la comunidad había alcanzado un amplio consenso para adoptar la propuesta N.º 24 como logo, y al día siguiente Jimmy Wales ya lo había instalado en la Wikipedia en inglés, diciendo: «Se ve bien. Lo instalé».

### Segundo logo de otras Wikipedias

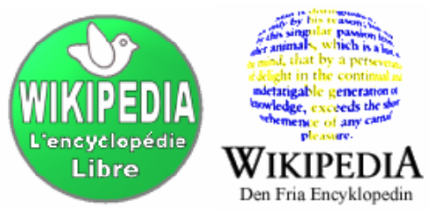
Segundo logo de las Wikipedias francesa y sueca.

El segundo logo no fue adoptado por todas las Wikipedias. Algunas decidieron mantener el primer logo, como la italiana.
Otras Wikipedias desarrollaron su propio logo, como la francesa, o, como en el caso sueco, adoptaron el diseño de la inglesa pero con los colores de la bandera de Suecia. La portuguesa, por su lado, mantuvo inicialmente el primer logo, y luego no incluyó logo alguno.

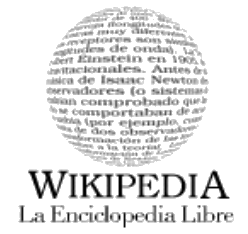
Segundo logo de la Wikipedia en español.

La Wikipedia en español, la neerlandesa, y otras, optaron por una solución intermedia, tomando el segundo logo, pero realizándole modificaciones sustanciales, reemplazando el texto original por otro en el idioma propio, además de darle a la esfera una superficie perfectamente redonda.
En el caso de la Wikipedia en español, la discusión giró esencialmente sobre la necesidad de incluir en la esfera un texto en español, proponiéndose recurrir a un fragmento del libro Don Quijote de la Mancha de Miguel de Cervantes, de modo tal que en el centro se destacara la letra eñe.
Finalmente para febrero de 2002, se adoptó un logo que incluye un texto tomado de artículos sobre física de la propia Wikipedia. En el centro puede leerse una cita tomada de la primera versión del artículo sobre la Teoría de la Relatividad Especial:

La Teoría de la Relatividad, publicada por primera vez por Albert Einstein en 1905, describe la física del movimiento en ausencia de campos gravitacionales. Antes de ella, la mayor parte de los físicos pensaban que la mecánica clásica de Isaac Newton describía los conceptos de velocidad y fuerza para todos los observadores (o sistemas de referencia). Sin embargo, Hendrik Lorentz entre otros, habían comprobado que las ecuaciones de Maxwell, que gobiernan el electromagnetismo, no se comportaban de acuerdo a las leyes de Newton cuando el sistema de referencia cambia (por ejemplo, cuando se considera el mismo problema físico desde el punto de vista de dos observadores que se mueven uno respecto del otro).

Por otro lado, el isotipo utilizado en la Wikipedia en español, no utilizaba la fuente Hoefler Text y prescindía por lo tanto del característico diseño que esa fuente tiene para la letra W, convertido en distintivo de Wikipedia.

## Globo-rompecabezas

### El concurso internacional

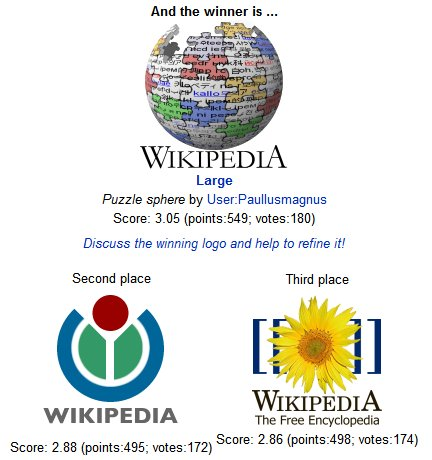
Anuncio del resultado del concurso internacional para elegir nuevo logo, 25 de septiembre de 2003. El ganador fue la esfera-rompecabezas o globo-rompecabeza, diseñada por Paul Stansifer, anteriormente conocido como Paullusmagnus.

El 14 de junio de 2003, Erik Moeller, usuario de las Wikipedias en inglés y en alemán, y autor del libro The Secret Media Revolution, propuso llamar nuevamente a concurso para diseñar un nuevo logo, común a todas las Wikipedias.
Moeller puntualizó detalladamente los inconvenientes del segundo logo, especialmente por el anglocentrismo que implicaba utilizar una cita de Hobbes y la violación del punto de vista neutral, el segundo de los cinco pilares de Wikipedia, que llevó a varias comunidades en otros idiomas a modificarlo o incluso desarrollar logos completamente diferentes; también mencionó como defecto la ausencia de color. En el intercambio de opiniones, Menchi, un usuario chino-canadiense, coincidió con la naturaleza etnocéntrica de la cita de Hobbes, y avanzó para hacer notar que incluso debía evitarse utilizar como logo una letra del alfabeto, como la «W», ya que muchas culturas del mundo están basadas en escrituras no alfabéticas o que no incluyen la «W».
El concurso se llevó a cabo entre el 20 de julio y el 27 de agosto en una página titulada «International logo contest», abierta ese mismo primer día en la Meta-Wiki en inglés. En las directrices establecidas, el logo debía evitar incluir palabras en inglés en el dibujo mismo, insertándolas finalmente como bloque separado, pero aclarando la fuente utilizada, de tal modo que pudieran ser escritas en cualquier idioma. Para participar había que ser un usuario registrado y simplemente se cargaba la imagen en la página del concurso.
Al vencer el plazo establecido, se habían presentado 150 imágenes (ver todas las propuestas). La votación para elegir el logo oficial se realizó en dos vueltas, e incluyó no solo la elección del logo, sino también la decisión sobre la conveniencia o no de que fuera utilizado en todas las Wikipedias. La primera vuelta se realizó entre el 15 y el 25 de septiembre, y en ella se eligió una lista de doce finalistas, con diferentes variantes, incluyendo como opción doce los logos que las diferentes Wikipedias utilizaban hasta ese momento (ver los doce finalistas).
En la segunda vuelta resultó amplio ganador el logo diseñado por Paul Stansifer, un estadounidense de 21 años cuyo nombre de usuario es Paullusmagnus. Se trata de un globo-rompecabeza, de piezas de colores diferentes, con un texto superpuesto similar al logo anterior, pero con palabras escritas mezclando símbolos de diferentes lenguajes. Como lo describió el propio Stansifer: «el rompecabezas está incompleto y cubierto de enlaces azules, igual que Wikipedia».
El rompecabezas del logo de Wikipedia ha sido denominado como el globo-rompecabeza (puzzle globe en inglés). Las imágenes tenidas en cuenta para desarrollar el globo-rompecabeza fueron un balón de fútbol (ver balón tomado de modelo), y la estrella de la muerte de Star Wars, ambas sugeridas a Stansifer por Erik Möller (Eloquence), quien bromeando, sostuvo que el mensaje implícito del logotipo creado podría ser: «¡Únanse a la esfera de fútbol gigante!»; y luego se preguntó: «¿Darth Vader juega al fútbol?».
Los logos que salieron en segundo y tercer lugar fueron asignados a la Fundación Wikimedia y a MediaWiki, respectivamente. En esa ocasión se realizó también un proceso de ratificación por cada Wikipedia, en el que todas decidieron adoptar el logo ganador. El 26 de septiembre de 2003 la Wikipedia en inglés instaló el nuevo logo.

### Un nuevo logo surge del proceso de variaciones

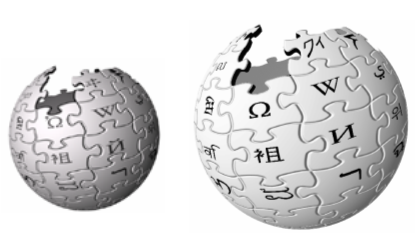
La «bola de plata» (izquierda) de David Friedland (Nohat), que, tomando el concepto de Paullusmagnus, dio paso al logo definitivo (derecha).

Terminado el concurso y elegido el logo, se desarrolló un proceso de ajuste de éste para establecer las variaciones necesarias para ser utilizado en todos los idiomas.
Sin embargo, en el curso de este proceso, el logo ganador sufriría considerables transformaciones, hasta el punto de constituir un nuevo logotipo, que terminaría reemplazando al logo elegido en el concurso, para convertirse en el definitivo. Algunos usuarios cuestionaron este cambio, alegando que fue más allá de una simple variación de logo ganador, realizada por muy pocos wikipedistas, sin la debida consulta y participación de quienes votaron en el concurso.
Las modificaciones se orientaron a:
- inclinar el eje de la esfera, imitando la inclinación del eje terrestre;
- retornar a un logo en la gama de grises, sin color;
- reemplazar el texto, para colocar en cada pieza del rompecabezas un símbolo perteneciente a diferentes escrituras del mundo.
- darle a la esfera y a los canales entre piezas, mayor textura y profundidad.

Luego de examinarse quince variantes, los cambios en el logotipo original se concentraron en dos sucesivos, ambos desarrollados por David Friedland (Nohat): la llamada «bola de plata» y el logo que resultaría definitivo. Tanto Stansifer, en su condición de autor del logo ganador, como Friedland, autor de las variaciones que le dieron forma definitiva, transfirieron sus eventuales derechos de autor sobre la imagen a la Fundación Wikimedia.

## Logotipo de Nohat
Finalmente quedó como logo la segunda variante de Friedland (Nohat) de la imagen de Stansifer (Paullusmagnus) ganadora del concurso internacional. Sin embargo no existe una sola imagen oficial del logo de Wikipedia, ya que la que figura registrada como tal en Wikimedia Commons no es la que utiliza la mayoría de los logos de cada Wikipedia, en los que existen sutiles diferencias en algunos símbolos.

### Variaciones en los logos de cada Wikipedia

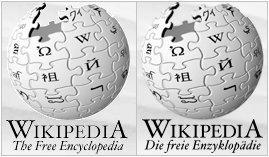
Comparación de los logos de las Wikipedias en inglés y alemán, en la que puede apreciarse una diferencia de brillo y definición.

Para ser implantado, el logotipo oficial de Wikipedia debió adaptarse a cada idioma en los que están realizadas las diversas ediciones de la enciclopedia, incluyendo en la base del mismo el texto original en inglés, «Wikipedia the free enciclopedia», traducido a cada idioma y realizado en los caracteres propios de cada escritura. Obviamente, como en toda traducción, se presentaron mayores o menores dificultades a la hora de precisar el texto exacto que corresponde a cada versión. En español la elegida fue «Wikipedia la enciclopedia libre».
Por otra parte, si bien todas las Wikipedias han coincidido y aceptado utilizar el mismo logotipo, en la práctica cada una tiene libertad para modificarlo, algo que en algunos casos se ha hecho como puede verse comparando las versiones alemana e inglesa.
En algunos casos, como en las Wikipedias en rumano y en georgiano, se realizaron cambios en los símbolos incluidos en el logo. Para la versión del logo destinado a la Wikipedia en español, en varias oportunidades se ha hecho referencia a la posibilidad de incluir la eñe (Ñ).

### Detalle de los símbolos

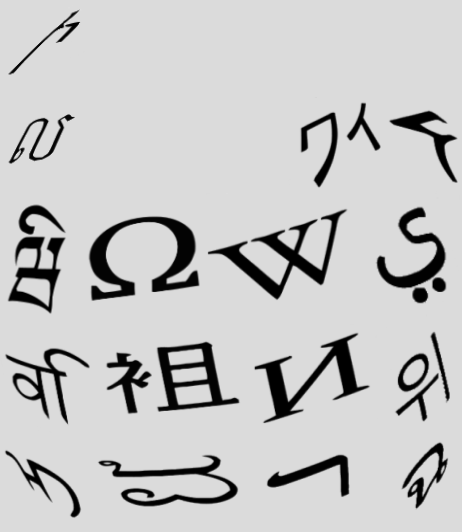
Los 16 símbolos tal como se presentaban en el logo Nohat.

El globo-rompecabezas de Nohat incluía dieciséis símbolos tomados de dieciséis diferentes escrituras. En algunas ocasiones se buscó elegir sonidos cercanos al sonido de la «W», o aquellos con los que se inicia el término «Wikipedia» en ese idioma, pero en otros casos simplemente fueron elegidos por la belleza de su diseño.
De los 16 símbolos incluidos, once eran asiáticos (armenio, jemer, japonés, tibetano, devanagari, chino, árabe, coreano, canarés, hebreo, tailandés), tres eran europeos (griego, latino, cirílico), uno es americano de ficción (klingon) y uno nunca pudo ser identificado. Dos símbolos adicionales (rumano y georgiano) fueron incluidos en los logos de las Wikipedias realizadas en esos idiomas. La «W» latina y la «omega» griega fueron ubicadas en el centro del logo y no se incluyeron escrituras africanas ni americanas indígenas, pese a que, en este último caso hay tres Wikipedias (la cheroquee, la inuktitut y la náhuatl), que poseen símbolos iniciales no compartidos con ninguna otra. Asimismo, en la parte inferior, existían dos piezas del rompecabezas que no tenían ningún símbolo inscripto.
El siguiente es el detalle de los símbolos incluidos en el logo de Nohat de izquierda a derecha:
- Primera fila

1. Armenio: ի, mayúscula de la letra armenia «ini». El símbolo se utiliza tres veces en la palabra «Wikipedia» escrita en armenio (Վիքիփեդիա). Sin embargo no se trata del primer grafema de la palabra «Wikipedia», pues en tal caso correspondería la letra vew (Վ).

- Segunda fila

1. Jemer o khmer: consonante vocalizada lô. Tampoco en este caso corresponde al primer carácter de la palabra «Wikipedia», correspondiendo en ese caso vo+i ().
2. Sin pieza de rompecabezas
3. Katakana japonesa «ワィ». Los símbolos incluidos en el logo son muy similares a otros dos, «ウィ», que constituyen las dos primeras grafías de «ウィキペディア», tal como se escribe «Wikipedia» en japonés. La diferencia entre ambos es un pequeño trazo vertical en la parte superior del primero de los dos símbolos, ausente en la versión dibujada en el logo. Aparentemente pudo tratarse de un error en el diseño original, ya que los símbolos incluidos constituyen una combinación inexistente en el japonés moderno.
4. Klingon pIqaD: letra erre (r) escrita en klingon con alfabeto pIqaD. Se trata de un idioma y escritura creada por Marc Okrand como lenguaje extraterrestre de ficción para la serie estadounidense Star Trek (Viaje a las Estrellas). El alfabeto pIqaD es un alfabeto alternativo al latino, para escribir en klingon. A la fecha en que el logo fue creado existía una Wikipedia en klingon que fue cerrada en 2005.[50] Por esta razón se ha propuesto quitar el símbolo del logo.[51]

- Tercera fila

1. Tibetano: wa, carácter (ཝ) con la vocal diacrítica para i (ི), resultando el sonido «wi».
2. Griego: Ω mayúscula de la letra omega, última del alfabeto griego, literalmente significa «o grande». Su versión minúscula se escribe ω y se asemeja a una W. El símbolo es también ampliamente utilizado en el lenguaje matemático y científico en general. En el logo original, la letra omega fue incluida sin ningún aditamento, pero en la versión definitiva que se plasmó en la mayoría de los logos cargados, la letra apareció con acento (tonos).[52]
3. Latino: W (doble ve, uve doble, ve doble, o doble u).
4. Árabe: letra yā (ﻱ). Como consonante representa una semivocal como la i en hierro (evitar pronunciarla como la «y» castellana); como vocal, denota i larga. Es el último símbolo de la palabra «Wikipedia» (ويكيبيدي) en árabe, que se escribe de derecha a izquierda, en tanto que el primero es la letra waw (و).

- Cuarta fila

1. Alfabeto devanagari (abugida) . Se utiliza en las escrituras hindi, sánscrito y otras asiáticas. Se ha señalado que, en el logo, este símbolo se encuentra mal escrito, con la letra व (va, también utilizable como wa) por delante de la ligadura dependiente para señalar la vocal «i» ligada a «w», de modo que se escuche «wi», debiendo escribirse (वि), primero de los símbolos con los que se escribe «Wikipedia» en hindi (विकिपीडिया).[53][54] El error provino probablemente de la falta de instalación del CTL (complex text layout o trazado de texto complejo) en el equipo con que se realizó el logo,[54] que suele producir el efecto de invertir los caracteres indios.[55]
2. Chino: 袓, un símbolo de diez trazos raramente usado que significa «bueno» o «bello».[56] Muchos usuarios chinos lo han confundido con un símbolo similar, de nueve trazos (祖), que significa «ancestro».[56][57] El carácter chino inserto en el logo ha dado lugar a reiterados debates, sobre todo entre los usuarios de la Wikipedia en chino, acerca del motivo de su inclusión, la existencia de un eventual error y la conveniencia de que el mismo sea reemplazado. Se ha propuesto también sustituirlo por el signo 维, el primero con el que se escribe «Wikipedia» en chino (维基百科).[56][58][59] El símbolo chino fue reemplazado por la letra ლ en el primer logo realizado para la [[:ka|Wikipedia en georgiano (ქართული)]], aunque finalmente no fue el utilizado.
3. Cirílico: И. Se trata de una letra común a la mayoría de los alfabetos cirílicos (ruso, ucraniano, búlgaro, mongol, etc.), conocida a veces como i octal, pero que ha caído en desuso en algunos casos,[60] como el bielorruso. Se pronuncia como «i». Si bien el logo oficial de Wikipedia, incluye esta letra, la gran mayoría de los logos adoptados por las diferentes ediciones la ha reemplazado por la letra Й, su versión corta, llamada I kratkoye (I corta). Algunas Wikipedias, sin embargo, han conservado la versión original, como [[:ar:|la escrita en árabe (العربية)]]. La octal se utiliza tres veces en la palabra «Wikipedia», tal como se escribe en ruso (Википедия). Este símbolo fue reemplazado por la letra Ă, en la Wikipedia en rumano.
4. Hangul: 위, primera sílaba de la palabra 위키백과, que quiere decir «Wikipedia», en hangul o coreano.

- Quinta fila

1. Símbolo desconocido.
2. Canarés: Primera parte del grafema ವೖ, correspondiente a la combinación de va e i. Se ha concluido que el símbolo elegido pretendía reproducir el grafema ಏ, primera letra de la palabra «Wikipedia» en canarés, que corresponde a la sílaba vi, y que a su vez es abreviación de va e i, (ವೖ).

1. Hebreo: letra reish (ר); vigésima letra del alfabeto hebreo. Se pronuncia /r/. Se ha señalado que pudo haber existido una confusión de la letra elegida con la letra vav (),[61] con la que comienza la palabra Wikipedia (ויקיפדיה).
2. Alfabeto tailandés: ฉ, cho ching (cimbales), consonante de clase alta. No coincide con el primer carácter de la palabra «Wikipedia», correspondiendo en ese caso el grafoma wo waen+(sara i) (วิ).

| Ւ Hiwn mayúscula Armenio        | Vacío                              | Vacío                         | Vacío                    |
| ល Lô Jemer                      | Vacío                              | ワィ Wa & i Katakana japonesa | Erre (r) Klingon pIqaD   |
| ཝི Wa & i Tibetano               | Ω Omega mayúscula con tonos Griego | W Doble ve mayúscula Latino   | ۑ Yā con subpuntos Árabe |
| Va & i Devanagari (mal escrito) | 袓 Bueno, bello Chino              | Й I corta mayúscula Cirílico  | 위 Sílaba «Ui» Hangul    |
| ? Desconocida                   | ವೖ (grf. izq) Vi Canarés            | ר Reish (r) Hebreo            | ฉ Cho ching Tailandés    |

Algunas Wikipedias incluyeron otros símbolos en los logos oficiales que las identificaban:
- En el logo de la Wikipedia en rumano se incluyó la letra Ă, en la tercera columna de la cuarta fila, símbolo que representa en rumano una schwa [ə], eso decir, un sonido medio central no redondeado, característico de ese idioma.
- En el logo original realizado para la Wikipedia en georgiano, se incluyó la letra ლ en la segunda columna de la cuarta fila, pero finalmente ese logo no fue el utilizado.

### El logo, una obra en construcción

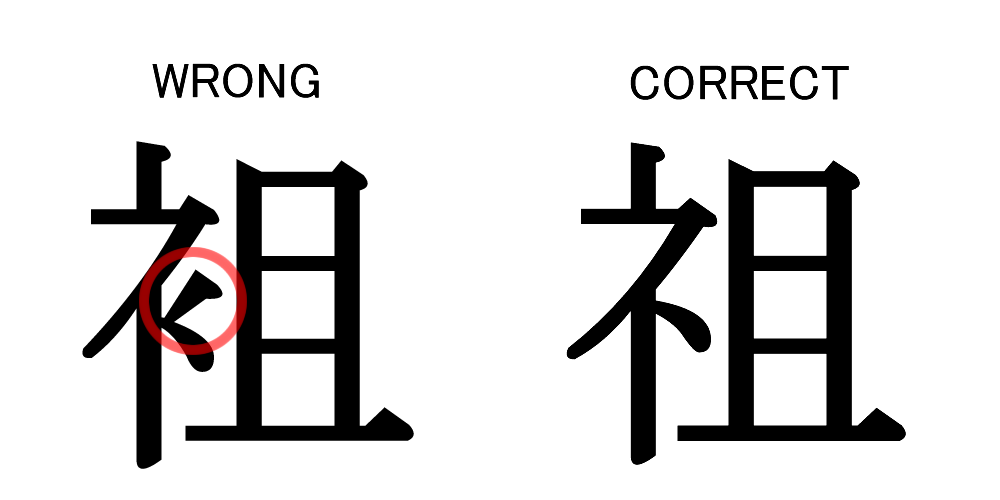
Imagen realizada por un usuario de Wikipedia para indicar un eventual error cometido en el carácter chino elegido para ser reproducido en el logo de Nohat.

Poco después de definido el logo de Nohat, los usuarios comenzaron a detectar pequeños errores en el mismo, entre ellos incorrecciones en los símbolos de escritura. En febrero de 2004 el usuario Vinodmp detectó un error en el símbolo hindi devanagari ubicado en el extremo izquierdo de la cuarta fila. La sílaba वि, correspondiente a «Wi», había quedado invertida, generando un símbolo inexistente: . El error provino probablemente de la falta de instalación del CTL (complex text layout o trazado de texto complejo) en el equipo con que se realizó el logo, que suele producir el efecto de invertir los caracteres indios. La falla generó un pedido colectivo de corrección del error, que dio lugar a un intenso debate sobre la corrección o no de los errores. En particular Nohat se opuso inicialmente a modificarlo, sosteniendo que era técnicamente muy difícil y costoso, y que los símbolos incorrectamente escritos expresaban la naturaleza incompleta de Wikipedia, pero luego aceptó la necesidad de corregir los errores detectados.
En abril de 2005, el usuario Enirac Sum señaló otros dos errores, en los símbolos japonés y chino. Poco después, el 25 de junio de 2005 el New York Times publicó un artículo sobre los errores en el logo de Wikipedia, escrito por Noam Cohen y titulado «Algunos errores desafían las correcciones: un tipo en el logo de Wikipedia fractura el sánscrito» («Some Errors Defy Fixes: A Typo in Wikipedia’s Logo Fractures the Sanskrit»). Al ser informado por el periodista, Jimmy Wales, el presidente de la Fundación Wikimedia, declaró que la presencia de errores en el logo de Wikipedia, de algún modo estaba reflejando su característica central:

La naturaleza de Wikipedia es precisamente que, porque está escrita por cualquiera, hay errores.
Jimmy Wales.

En el mismo sentido, Paul Stansifer (Paullusmagnus), que concibió el concepto de simbolizar a Wikipedia con un rompecabezas esférico sin terminar y realizó el logo ganador del concurso internacional de 2003, manifestó:

Hasta donde sé, Wikipedia es el único sitio web cuyo logo es un manifiesto: «Este sitio web es una obra en construcción».
Paul Stansifer (Paullusmagnus).

A fines de 2005, un nuevo artículo periodístico firmado por Rosemary Righter y publicado en el Times del Reino Unido, muy crítico con la supuesta falta de seriedad de Wikipedia, interpretó el logo de Wikipedia como la cabeza de un ser humano sometido a una lobotomía:

El logo de Wikipedia, la «enciclopedia libre» online visitada diariamente por millones de estudiantes que imaginan inocentemente que lo que están obteniendo es información real creíble, es una esfera compuesta de piezas de rompecabezas decoradas con letras de muchos alfabetos. Justo sobre la omega, en el punto donde, en las cabezas humanas, ellos acostumbran a realizar lobotomías frontales, pedazos del rompecabezas han desaparecido.
Rosemary Righter.

En la tabla que se encuentra a continuación se indican los caracteres del logo de Nohat que fueron observados por contener alguna falla. Algunos de ellos fueron corregidos de inmediato. El resto abrió un debate que llevaría a diseñar un nuevo logo en 2010, coordinado con una versión tridimensional, en el que se corrigieron los defectos señalados.
| Caracteres observados \| Fila \| Col. \| Escritura \| Logo original \| Logo de la mayoría de las wikipedias[67] \| Correcto \| \| ---- \| ---- \| -------------------- \| ------------- \| ---------------------------------------- \| -------- \| \| 2 \| 3 \| Katakana japonesa \| ワィ \| ワィ \| ウィ \| \| 3 \| 2 \| Griego \| Ω \| Ώ \| Ώ \| \| 4 \| 1 \| Devanagari (abugida) \| \| \| वि \| \| 4 \| 3 \| Cirílica \| И \| Й \| Й o И \| \| 5 \| 2 \| Canarés \| ವೖ (grf. izq) \| ವೖ (grf. izq) \| ಏ \| \| 5 \| 3 \| Hebrea \| ר \| ר \| \| |      |                      |               |                                      |          |
| Fila | Col. | Escritura            | Logo original | Logo de la mayoría de las wikipedias | Correcto |
| 2 | 3    | Katakana japonesa    | ワィ          | ワィ                                 | ウィ     |
| 3 | 2    | Griego               | Ω             | Ώ                                    | Ώ        |
| 4 | 1    | Devanagari (abugida) |               |                                      | वि        |
| 4 | 3    | Cirílica             | И             | Й                                    | Й o И    |
| 5 | 2    | Canarés              | ವೖ (grf. izq)  | ವೖ (grf. izq)                         | ಏ        |
| 5 | 3    | Hebrea               | ר             | ר                                    |          |

El símbolo chino 袓, incluido en el logo Nohat, fue materia de debates a los efectos de determinar su significado, la razón de su inclusión y finalmente si se trata de un error que debiera ser subsanado. Debido a que se trata de un carácter casi en desuso, muchos usuarios chinos asumieron que se trataba de un error, derivado de una confusión con el signo 祖, muy similar y con apenas un trazo menos, cuyo significado es «ancestro», proponiendo su corrección. Se propuso sustituirlo por el signo 维, el primero con el que se escribe «Wikipedia» en chino (维基百科).
En los debates que se llevaron adelante sobre el logo de Nohat, se cuestionó también el hecho de que no todos los símbolos elegidos equivalían a la letra «W», que se consideraba el grafema más representativo de Wikipedia. También se señaló que en muchas partes del mundo la «W» no era utilizada. En el caso del símbolo árabe se señaló que, al ser elegido, se optó por el primer grafema comenzando desde la izquierda correspondiente a la palabra Wikipedia, sin reparar que el árabe se escribe de derecha a izquierda, debido a lo cual el grafema elegido no correspondía a la «W», ya que era en realidad el último; correspondía haber elegido la letra waw (و).
En sentido similar se propuso reemplazar las letras griega y armenia incluidas en el logo, por no tratarse de la primera de la palabra «Wikipedia». Para el caso griego, se proponía reemplazar la letra «omega», por la letra «beta», que se utiliza como inicial para escribir Wikipedia. Para el caso armenio se proponía reemplazar la letra hwin (Վ) incluida originalmente, por la letra vew (ի). Finalmente, tampoco el símbolo tailandés cho ching, incluido en el extremo derecho inferior (f5-c4), correspondía al primer carácter de la palabra «Wikipedia» en la edición tailandesa, letra que tiene su equivalente en la wo waen+(sara i) (วิ).
Se señaló también la ausencia de grafemas indígenas americanos, como las que podrían corresponder a la Wikipedia en cheroquee o la Wikipedia en inuit. En el caso africano, atento el hecho de que se utiliza el alfabeto latino con modificaciones, se propuso incluir alguna de esas letras modificadas, pero ello contaba con la dificultad de que la letra «W» es una de las letras que se escribe sin modificaciones.
También se sugirió incorporar jeroglíficos egipcios, pero se contestó que no existe una Wikipedia con esa escritura. Este último criterio también resultaba aplicable a muchas otras escrituras antiguas, como la maya, teniendo presente asimismo que la Wikipedia en nahuatl se escribe utilizando el alfabeto latino, aunque es la única en la que la primera letra de la palabra «Wikipedia» es una «H». Se ha puntualizado sin embargo que la escritura amhárica, en la que se encuentra escrita la Wikipedia en amhárico, también es utilizada en algunas partes de África.

## Wikipedia/2.0

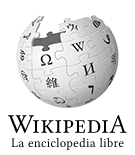
Nuevo isologo Wikipedia/2.0 completo en español.

A fines de 2009, la Fundación Wikimedia se comprometió a arreglar los errores y defectos señalados en el diseño del globo-rompecabezas y el 13 de mayo de 2010 se aprobó un nuevo isologo denominado Wikipedia/2.0.

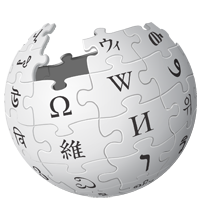
Logo de Nohat/Metschan, denominado Wikipedia/2.0, registrado a partir de 2010 como el logo oficial en Wikimedia Commons.

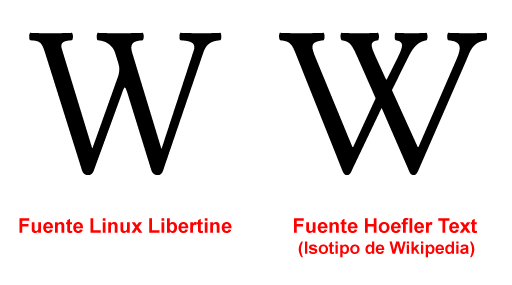
El nuevo logo Wikipedia/2.0, modifica la fuente tipográfica del isotipo, adoptando la fuente abierta Linux Libertine, con excepción de la W inicial, que mantiene el diseño de la fuente Hoefler Text.

Para definir la nueva marca corporativa, la Fundación Wikimedia, tomó en cuenta los debates y señalamientos realizados al logo de Nohat, y decidió mejorarlo y corregirlo, completándolo además con una visión tridimensional, para lo cual contrató al diseñador tridimensional Philip Metschan. Para ello se corrigieron grafemas, se reemplazaron otros, se dio prioridad a representar el primer carácter de la palabra "Wikipedia" en cada idioma y se incluyeron dos nuevos caracteres adicionales, apenas visibles, en las piezas inferiores de la esfera.
Para la tipografía, el nuevo diseño contempló la utilización de una fuente distinta del logo anterior, a excepción de la W inicial. El logo anterior utilizaba la fuente tipográfica Hoefler Text, de donde surgió el peculiar diseño de la W que caracteriza a Wikipedia. El nuevo logo Wikipedia/2.0 utiliza la fuente Linux Libertine, salvo la letra W inicial, que mantiene el tipo Hoefler Text.
El texto del isotipo se mantuvo sin cambios, en dos renglones: "WIKIPEDIA", en el primer renglón y en el segundo renglón, "La enciclopedia libre" (The Free Encyclopedia). Al igual que en el logo anterior, la palabra "WIKIPEDIA" en el primer renglón, se debe escribir en mayúsculas, con la primera y última letra de mayor tamaño. El cambio es que, en el nuevo isotipo, el texto del segundo renglón no se escribe en letra itálica o cursiva, como sucedía en el logo anterior, salvo en algunas pocas Wikipedias, como las búlgara, serbia, macedonia y bielorrusa.

### Detalle de los símbolos
El siguiente es el detalle de los 18 símbolos incluidos en el logo Wikipedia/2.0, de izquierda a derecha:
- Primera fila

1. - Alfabeto armenio. El alfabeto armenio se usa para escribir los dos dialectos literarios modernos del idioma armenio, el oriental y el occidental. Lo hablan unas 6 millones de personas, siendo la lengua oficial de Armenia. El nuevo logo mantiene en esta pieza el carácter armenio, pero cambia la letra «ini» mayúscula (ի), que estaba en el logo anterior, por la letra vew (Վ), primera que se utiliza en la palabra "Wikipedia" (Վիքիպեդիա) en la Wikipedia en armenio.

- Segunda fila

1. - Alfabeto jemer. El alfabeto jemer se usa para escribir el idioma jemer o camboyano, hablado por entre 15 y 22 millones de personas, principalmente en el sudeste asiático, siendo la lengua oficial de Camboya. El nuevo logo mantiene esta posición para la escritura jemer (camboyana), pero cambia la consonante vocalizada lô, que estaba en el logo anterior, por el grafema vo+i (វិ), que corresponde al primer carácter de la palabra «Wikipedia» (វិគីភីឌា), tal como consta en la Wikipedia en kmer. Sin embargo aquí se produjo un error al momento de la edición, ya que se modificó la orientación correcta del grafema, que debe mantener una postura vertical () y no horizontal como aparece en el logo Wikipedia/2.0.[79]
2. Sin pieza de rompecabezas.
3. - Escritura japonesa. La escritura japonesa se usa para escribir el idioma japonés, hablado por unas 130 millones de personas, siendo la lengua oficial de Japón. El nuevo logo mantiene esta posición para el símbolo japonés, pero cambia la katakana japonesa «ワィ», que estaba en el anterior, por la katana «ウィ», que constituyea la primera grafía de la palabra «Wikipedia» (ウィキペディア), tal como se escribe en la Wikipedia en japonés. La diferencia entre ambas versiones es un pequeño trazo vertical en la parte superior del primero de los dos símbolos, ausente en el logo anterior.
4. - Alfabeto amhárico. El alfabeto amhárico es un sistema de escritura abugida, utilizado por el idioma amhárico, que es hablado por unos 21 millones de personas. Es oficial en Etiopía. El logo reemplaza en esta posición al símbolo klingon que estaba en el logo anterior. El grafema elegido, we (U+12CD) (ው), corresponde a la primera letra de la palabra "Wikipedia" (ውክፔዲያ) en la Wikipedia en amhárico. Contempla una de las críticas que se le había hecho al logo de Nohat, sobre el hecho de que no incluía idiomas africanos,[74] además de haber incluido un idioma proveniente de la ciencia ficción, como es el klingon.[51]

- Tercera fila

1. - Alfabeto bengalí. El alfabeto bengalí se utiliza para escribir el idioma bengalí, hablado por más de 200 millones de personas, en Asia central, siendo la lengua oficial de Bangladés. El nuevo logo reemplaza en esta posición el carácter tibetano que estaba en el logo anterior. El grafema elegido es la letra u (U+0989) (উ), correspondiente al primer carácter de la palabra "Wikipedia" (উইকিপিডিয়া) en la Wikipedia en bengalí. El idioma tibetano fue desplazado a una de las dos nuevas posiciones, la izquierda, ubicada en la base del logo.
2. - Alfabeto griego. Sin cambios. El alfabeto griego se usa para escribir el idioma griego, hablado por una 15 millones de personas, oficial en Grecia y Chipre. Para el logo se eligió la letra omega mayúscula (Ω), última del alfabeto griego, que literalmente significa «o grande». No corresponde a la letra inicial ni a ninguna de las demás letras que componen la palabra "Wikipedia" (Βικιπαίδεια), tal como está escrita en la Wikipedia en griego. El griego y el cirílico, son los únicos símbolos incluidos en el nuevo logo que no corresponden al primer grafema de la palabra "Wikipedia".
3. - Alfabeto latino. Sin cambios. El alfabeto latino es el más difundido de mundo y se utiliza en gran cantidad de idiomas, siendo oficial en todos los países de América y en la mayor parte de los países de Europa y África. El símbolo elegido corresponde a un diseño especial de la letra W (doble ve, uve doble, ve doble, o doble u), realizado para acompañar el logotipo de Wikipedia.
4. - Alfabeto árabe. El alfabeto árabe es el segundo más difundido del mundo, y se utiliza en gran cantidad de idiomas, siendo oficial en muchos países de Asia y África. El nuevo logo mantiene esta posición para el símbolo árabe, pero reemplaza la letra yā (ﻱ), que estaba en el logo anterior, por la letra waw (و), que se utiliza para iniciar la palabra "Wikipedia" (ويكيبيديا), tal como se escribe en la Wikipedia en árabe.

- Cuarta fila

1. - Devanagari. El devanagari es un alfabeto abugida usado en varios idiomas como el hindi, el sánscrito, el cachemir, el nepalí, entre otros, que usan unas 200 millones de personas, y que es oficial en la India y Nepal. El nuevo logo mantuvo la posición del alfabeto devanagari, pero corrigió el grafema, que estaba invertido en el logo anterior. El símbolo elegido es la vocal palatizada इ, pero con acento diacrítico (प) que transforma al signo en पि, correspondiente al primero de los símbolos con los que se escribe la palabra «Wikipedia» (विकिपीडिया), tal como figura en la Wikipedia en hindi.
2. - Escritura china. La escritura china es un sistema logográfico que utiliza el idioma chino, hablado por más de 1200 millones de personas y es oficial en China y Singapur.[80] Actualmente predomina la utilización de los caracteres chinos simplificados, que es oficial en China, pero no es oficial en Taiwán, Hong Kong ni Macao, donde se predomina el uso de los caracteres tradicionales.[80][81] El nuevo logo mantuvo la posición del idioma chino, pero cambió el discutido símbolo utilizado en el logo anterior (袓) por el signo 維. El símbolo elegido es el primero de la palabra "Wikipedia" (維基百科) escrita según los caracteres tradicionales, pero no corresponde a la palabra "Wikipedia" (维基百科), si se escribe con los caracteres simplificados. La Wikipedia en chino tiene un sistema de conversión automática entre la escritura simplificada y la escritura tradicional,[80] pero en su logo la palabra "Wikipedia" aparece escrita con los caracteres tradicionales. El grafema es también utilizado en el logo de la Wikipedia en cantonés, escrita en chino cantonés.
3. - Alfabeto cirílico. Sin cambios. El alfabeto cirílico es usado por varios idiomas europeos y asiáticos, con más de 200 millones de hablantes, y es oficial en varios países como Rusia, Ucrania, Kazajistán, Kirguistán, Tayikistán, Mongolia, Bielorrusia, Letonia, Bulgaria y Macedonia. El logo reproduce la letra [И], décima letra del alfabeto ruso y undécima del ucraniano, conocida a veces como i octal. En el alfabeto ruso no es la primera letra de la palabra "Wikipedia" (ВикипедиЯ), pero se usa tres veces, en correspondencia con la letra "i". En cambio esta letra no se utiliza nunca en la palabra "Wikipedia" escrita en ucraniano. Esta letra ya estaba en el logo oficial anterior, pero muchas Wikipedias, entre ellas la Wikipedia en español, utilizaban un logo con la letra Й, llamada I kratkoye (I corta).
4. - Alfabeto hangul. Sin cambios. El alfabeto hangul o coreano utilizado en los idiomas coreano y cia-cia, con más de 80 millones de hablantes, siendo oficial en Corea del Norte y Corea del Sur. El símbolo elegido es 위, que corresponde a la primera sílaba de la palabra 위키백과, que quiere decir "Wikipedia", tal como figura en la «Wikipedia», en hangul o coreano.

- Quinta fila

1. - Alfabeto georgiano. El alfabeto georgiano es un sistema utilizado para escribir en el idioma georgiano, hablado por unas 4 millones de personas, en Europa y Asia, siendo oficial de Georgia. La ubicación en el logo, estaba ocupada en el logo anterior por un símbolo desconocido. El grafema elegido es la letra vin (U+10D5) (ვ), primer símbolo de la palabra "Wikipedia" (ვიკიპედია), tal como aparece escrita en la Wikipedia en georgiano.
2. - Alfabeto canarés. El alfabeto canarés es una escritura abugida de la familia bráhmica, usada para escribir el idioma canarés y otros idiomas menos hablados. Es la lengua oficial del estado indio de Karnataka y la hablan unas 38 millones de personas. El nuevo logo mantuvo esta posición para el canarés, pero cambió el grafema ವೖ, por el grafema ಏ, que se usa como primera letra de la palabra «Wikipedia» (ವಿಕಿಪೀಡಿಯ), tal como figura en la Wikipedia en canarés.
3. - Alfabeto hebreo. El alfabeto hebreo se utiliza para escribir el idioma hebreo, el yidis y, en menor medida, el judeoespañol. Es oficial en Israel y lo usan unos 4 millones de hablantes. El nuevo logo mantuvo esta posición para el hebreo, pero reemplazó la letra reish (ר), que estaba en el logo anterior, por la letra vav (ו) con la que comienza la palabra "Wikipedia" (ויקיפדיה), según figura en la Wikipedia en hebreo.
4. - Alfabeto tailandés. El alfabeto tailandés se utiliza para escribir varios idiomas como el tailandés, el lao y otros idiomas correspondientes a minorías étnicas de Tailandia. Es oficial en Tailandia y lo hablan más de 60 millones de personas. El nuevo logo, mantiene la posición que el tailandés tenía en el logo anterior, pero reemplaza el símbolo ฉ cho ching (platillos), por el símbolo วิ wo waen (anillo) + sara i, que corresponde al primer símbolo de la palabra Wikipedia (วิกิพีเดีย), tal como figura en la Wikipedia en tailandés.

- Sexta fila

Esta fila estaba vacía en el logo anterior. Corresponde a dos casillas visibles desde la postura frontal, que se encuentran en la base del globo-rompecabezas.
1. - Alfabeto tibetano. El alfabeto tibetano se usa para escribir los idiomas tibetano, dzongkha, bhutia, ladakhi, y a veces el balti. Es oficial en la Región Autónoma del Tíbet, perteneciente a China. Las lenguas tibetanas son habladas por unas 8 millones de personas, principalmente en Asia. El símbolo incluido en el logo, wa+(i) (U+0F5D, U+0F72), corresponde al primer grafema de la palabra "Wikipedia" (ཝེ་ཁེ་རིག་མཛོད།), tal como está escrito en la Wikipedia en tibetano (bo). En el logo anterior, la escritura tibetana estaba incluida con otro grafema, en la fila tres, primera columna.
2. - Alfabeto tamil. El alfabeto tamil integra la familia de alfabetos bráhmicos. Es usado por varios idiomas, principalmente el idioma tamil y otros idiomas menos hablados como los idiomas saurashtra, badaga, kanikkaran, irula y paniya. Es oficial en India, Sri Lanka y Singapur y lo usan más de 70 millones de hablantes de lenguas drávidas. El símbolo incluido es la combinación de la consonante v (U+0BB5) más la vocal i (U+BBF) (வி). Corresponde a las dos primeras letras de la palabra "Wikipedia" (விக்கிமீடியா) en la Wikipedia en tamil (ta).[82]

### Versión 3D y las piezas ocultas

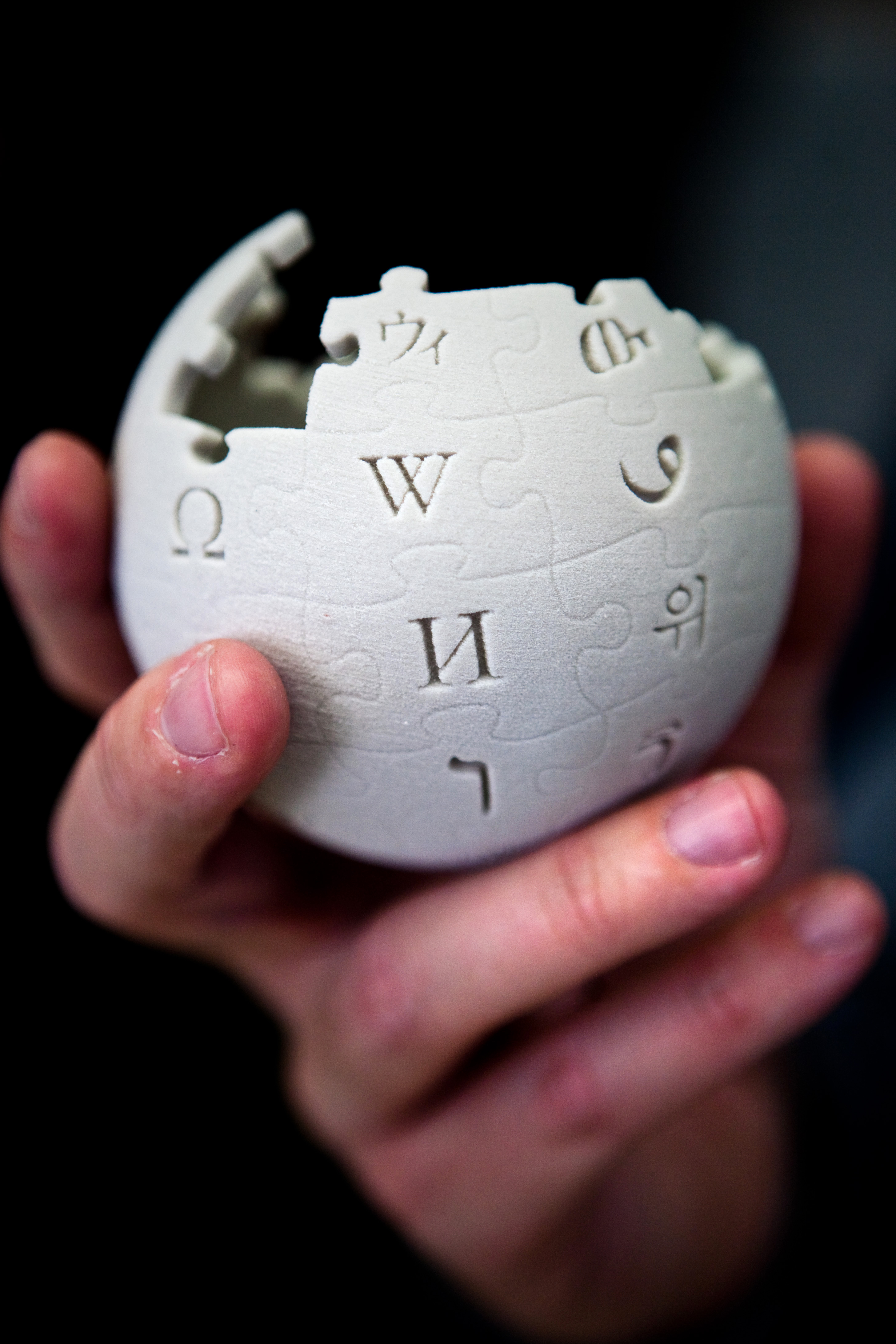
Versión física tridimensional del logo de Wikipedia.

Desde 2008 algunos usuarios venían proponiendo la posibilidad de diseñar un logo en tres dimensiones. Si bien el logotipo de Wikipedia diseñado por Paullusmagnus/Nohat fue realizado con POV-Ray, el sistema solo permite proyectar una imagen dentro de una esfera, mediante una técnica de bump mapping, utilizada para dar relieve y simular las separaciones entre las piezas del rompecabezas.
Algunos especialistas han intentado entonces modelar una imagen realmente tridimensional del logotipo, en la que cada una de las piezas del rompecabezas se haya diseñado separadamente, con el fin de permitir la renderización de la imagen. Un ejemplo de esto es la modelización del logo de Wikipedia realizada por un integrante de Blenderartists.org, y un prototipo del logo animado cargado en YouTube realizado por Hazard.
La posibilidad de contar con un logotipo animado abrió la puerta a la inclusión de nuevos símbolos, ya no por reemplazo o corrección de los que incluye el logo de Nohat, sino para ocupar las piezas de la esfera rompecabezas no visibles en el logo estático.
Finalmente en 2010, el artista Philip Metschan, diseñó un logo tridimensional, que complementara y coincidiera con el nuevo logo Wikipedia 2.0, en dos dimensiones. Para realizar el trabajo Metschan construyó un modelo computarizado tridimensional del globo-rompecabezas, para permitir la generación de nuevas vistas, así como la inclusión de caracteres en las piezas «escondidas», definidos por la Fundación Wikimedia.

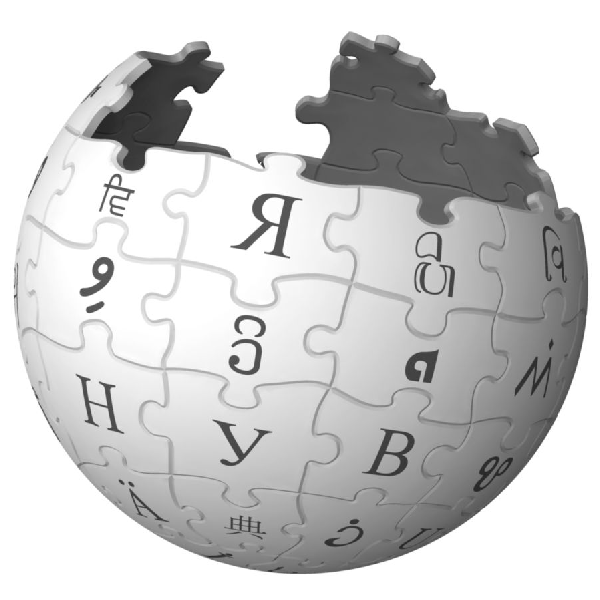
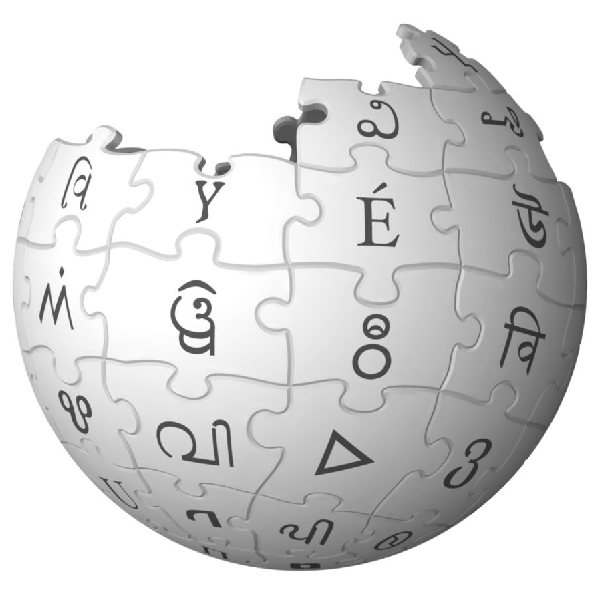
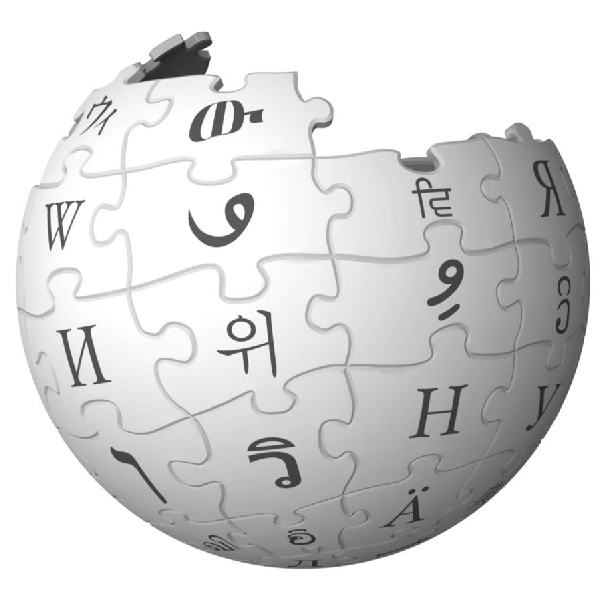
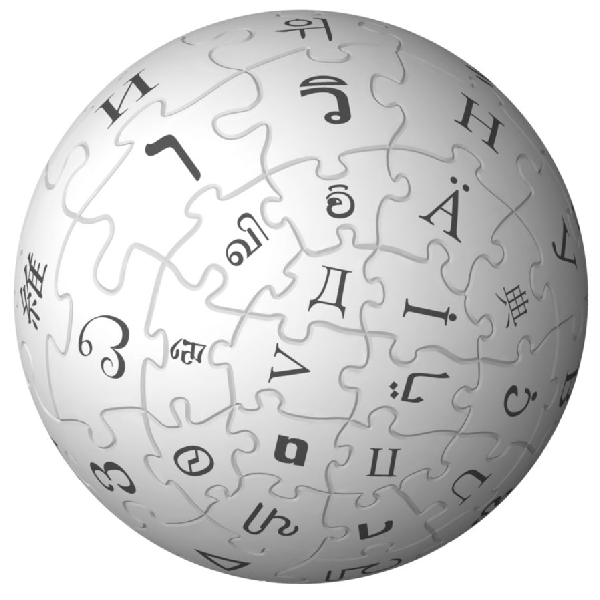
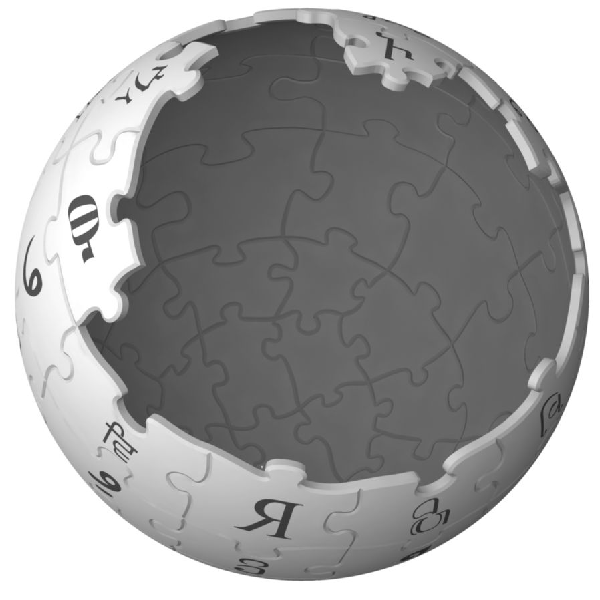

Las piezas ocultas. La posibilidad de realizar un logo tridimensional permitió debatir los eventuales símbolos que podrían ser inscritos en las llamadas «piezas ocultas», es decir aquellas que no pueden ser vistas en la imagen estática del logo de Nohat. Las piezas ocultas suman 33, y al añadirse a las visibles en logo estático tradicional (18), permiten representar en el logo de Wikipedia un total de 51 signos correspondientes a igual cantidad de escrituras de todo el mundo. En la página de análisis de las modificaciones al logotipo se incorporó una muestra de los símbolos que se consensuaron para ocupar cada pieza de la esfera-rompecabezas sobre la base de un modelo de logotipo 3D. La siguiente es la muestra allí establecida:
|                        |                      |                              |                        | —                                           | —                                   | —                                |                                  |                             |                       |
|                        |                      |                              |                        | —                                           | —                                   | —                                |                                  |                             |                       |
| —                      | —                    | —                            | —                      | Vev armenia (Վ)                             | —                                   | —                                | —                                | —                           | —                     |
| —                      | —                    | —                            | Va + (i) en télugu (వి) | Vo + i en jemer, en posición incorrecta (វិ) | —                                   | u + i pequeña en katakana (ウィ) | Wə etíope (ው)                    | —                           | —                     |
| Wa + i javanesas (ꦮꦶ)   | Va + i guyaratís (વિ) | Vinja gótica (𐍅)             | E tildada latina (É)   | U corta bengalí (উ)                         | Omega griego (Ω)                    | W latina (W)                     | Wāw árabe (و)                    | Vava + siharien gurmují (ਵਿ) | Ya cirílica (Я)       |
| Ve cirílico (В)        | w + i en lontara (ᨓᨗ) | Wa + i en odia (ୱି)           | v + i birmanas (ဝီ)     | Va + i en devanagari (वि)                    | Carácter del chino tradicional (維) | i cirílica (И)                   | Wi en coreano (위)               | H latina/nahuatl (H)        | W + i en laosiano (ວິ) |
| Wāw siríaco (ܘ)        | Vědě glagolítico (Ⰲ) | Va + i corta en malabar (വി)  | U corta inuktitut (ᐅ)  | Vin georgiano (ვ)                           | Va + (i) en kannada (ವಿ)             | Vav hebreo (ו)                   | Wo waen + sara i tailandeses (วิ) | Vaavu + (i) en thaana (ވި)   | u cirílica (У)        |
| Wi tagalo baybayin (ᜏᜒ) | U latina (U)         | Wa en mongol tradicional (ᠸ) | Wa + i en limbu (ᤘᤡ)    | Wi cheroqui (Ꮻ)                             | Wa + (i) tibetanos (ཝི)              | Va + (i) en tamil (வி)            | Va + i cingaleses (වි)            | A con diéresis latina (Ä)   | Carácter chino (典)   |
|                        |                      |                              |                        | Wa en tai nüa (ᥝ)                           | V latina (V)                        | De cirílico (Д)                  |                                  |                             |                       |
|                        |                      |                              |                        | Pi griego (Π)                               | Yāʾ + ʾalif árabes (يا)             | I con punto latina (İ)           |                                  |                             |                       |

Las piezas en blanco, corresponden a aquellas inexistentes debido a la condición incompleta de la esfera-rompecabezas. Las piezas claras, corresponden a las que resultan visibles en el logo de Nohat. Las piezas más oscuras corresponden a las llamadas «piezas ocultas». No todos los símbolos corresponden al primer grafema de la palabra «Wikipedia».

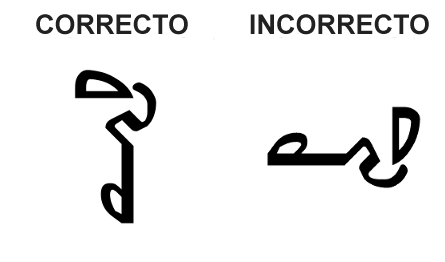
Símbolo jemer incluido en el nuevo logo Wikipedia/2.0. La posición correcta es la de la izquierda. A la derecha se ve la imagen incluida en el logo, en posición incorrecta.

Los siguientes son los símbolos incluidos, de izquierda a derecha:
- Fila 1. Ninguno (piezas inexistentes)
- Fila 2. Ninguno (piezas inexistentes)
- Fila 3. Armenio.
- Fila 4. Telugu, jemer (posición incorrecta), katakana japonesa, amhárico.
- Fila 5. Javanés, guyaratí, gótico, latino, bengalí, griego, latino, árabe, panyabí, cirílico.
- Fila 6. Cirílico, buginés, oriya, birmano, devanagari, chino, cirílico, hangul, náhuatl, laosiano.
- Fila 7. Neoarameo asirio, antiguo eslavo eclesiástico, malayalam, inuktitut, georgiano, canarés, hebreo, tailandés, dhivehi, cirílico.
- Fila 8. Baybayin, latino, mongol, limbu, cheroqui, tibetano, tamil, cingalés, latino, chino.
- Fila 9. Tai Le, latino, cirílico.
- Fila 10. Griego, árabe, latino.

### Errores y modificaciones futuras
En 2014 se hizo notar que el logo Wikipedia/2.0 tenía un error en el grafema jemer (fila 2 del logo frontal). En efecto, el grafema se encuentra en posición horizontal, cuando debería estar colocado en posición vertical.
La Fundación Wikimedia ha anunciado que el logo Wikipedia/2.0 es provisorio y que probablemente en una próxima versión se incluya un logo animado que permita ver todas las piezas del globo-rompecabezas, con sus correspondientes grafemas.

## Versiones y variantes

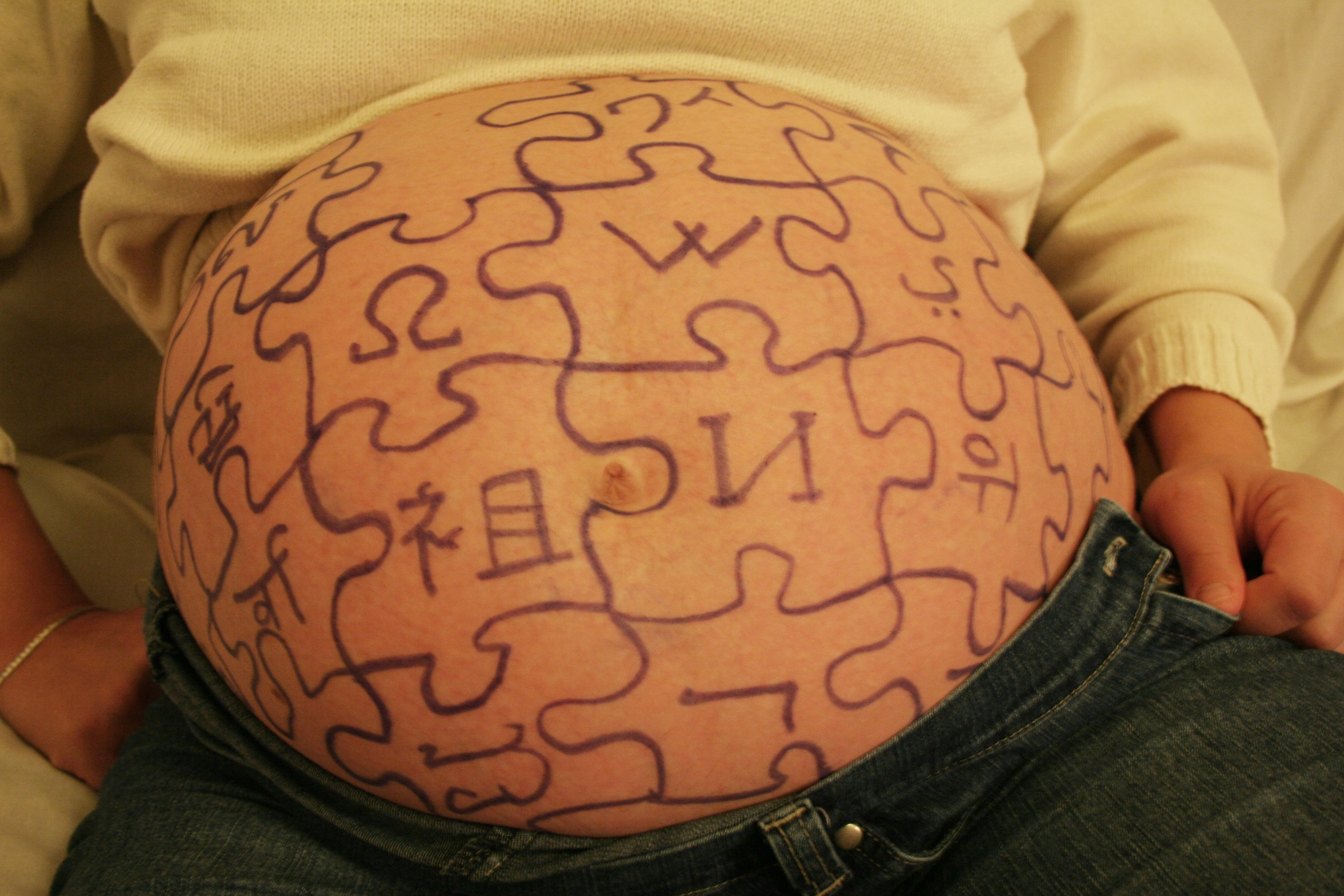
El abdomen de la esposa embarazada del wikipedista francés Nojhan, transformada en logo de Wikipedia. En 2007, al subir la imagen en Commons, Nojhan agregó el siguiente mensaje: «Amo a Wikipedia, porque es devota del futuro».

### Variantes

El logo animado PartOfWikpedia (PartedeWikipedia), que simboliza al usuario como una pieza del rompecabezas.

Se han diseñado variantes del logotipo de Wikipedia para situaciones especiales, para significar determinados mensajes o simplemente como ejercicio lúdico. Un caso repetido es el de las variantes creadas para celebrar el logro de haber alcanzado una cierta cantidad de artículos en cada Wikipedia. Otro tipo de variantes reiteradas son las diseñadas para festejar los años nuevos, la Navidad u otras celebraciones. También existen una serie de variantes del logo a lo interno del proyecto para indicar funciones  (checkuser, burócrata, etc.), premios (wikimedalla de oro, wikilauro), proyectos especiales de Wikipedia (astronomía, marina), etc. Algunas variantes están relacionadas con las características especiales o nacionales de cada Wikipedia, como la imagen diseñada para poner de resalto la letra eñe en el caso de la Wikipedia en español.
Entre las variantes se destacan las animaciones del logo de Wikipedia, como la wikiesfera rebotando, colgando, explotando, o rotando.
Algunos de los logos animados notables son el llamado Wikineet (Wikinético), que destaca la energía que provine del movimiento (energía cinética) constante de Wikipedia, y el titulado PartOfWikpedia, en el que un usuario se considera a sí mismo como una de las piezas del rompecabezas, ambos del mismo autor. También hay una animación llamada Wikipe-tan crazy (Wikipe-tan loca), en la que Wikipe-tan, una personificación de Wikipedia, está armando el rompecabezas de la wikiesfera y se le desmorona cuando va a colocar la última pieza; la propia Wikipe-tan porta tres piezas del rompecabezas.
|                                                      |
| Ícono representativo de los burócratas en Wikipedia. |

|                                                                         |
| Variante de cuando la Wikipedia en chino alcanzó los 150.000 artículos. |

| |
| Logo oscurecido colocado en julio de 2018 como parte de una protesta por la directiva sobre derechos de autor, entonces en discusión. |

| |
| Variante de la Wikipedia turca de diciembre de 2019, tras dos años de bloqueo en Turquía. El texto dice Te extrañamos por dos años. |

| |
| Variante de enero de 2020 en la Wikipedia en inglés, por haber alcanzado los seis millones de artículos. |

### Versiones físicas

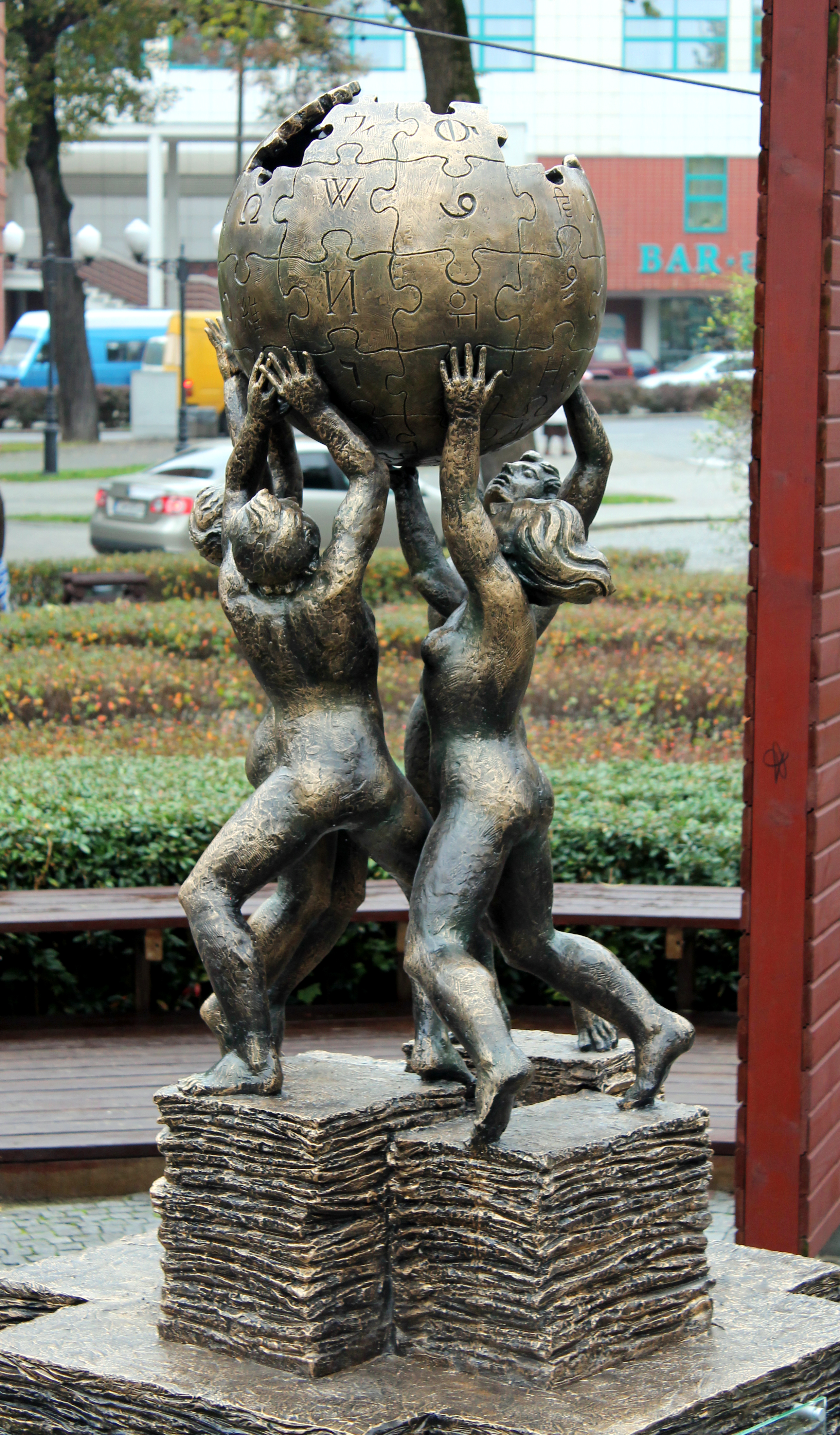
Monumento a Wikipedia en Polonia.

En algunas circunstancias se han realizado logos físicos de Wikipedia, sobre todo en ocasión de reuniones entre wikipedistas. En Wikimanía 2007 se realizó una wikiesfera de gran tamaño, que al finalizar el evento fue desarmada, distribuyéndose las piezas entre los asistentes. También se han realizado llaveros con la wikiesfera.
Un caso notable es el dibujo del logo que realizara el usuario francés Nojhan en el abdomen de su esposa cuando esta se encontraba embarazada de su hijo, vinculando su amor por Wikipedia con el futuro que significaba su hijo por venir.
En 2014 se inauguró un monumento a Wikipedia en la ciudad de Slubice en Polonia, creada por el artista armenio Mihran Hakobyan para honrar a los contribuyentes a Wikipedia. El monumento reproduce el logo de Wikipedia sostenido por cuatro figuras humanas.

## Licencia aplicable al logo de Wikipedia
La licencia aplicable a los logos de Wikipedia es una cuestión no perfectamente establecida. Los dibujos y diseños fueron desarrollados siguiendo los procesos creativos de los proyectos de Wikimedia, y por lo tanto se aplicaban, en principio, las mismas reglas que a cualquier otra obra incluida en el sistema, es decir la licencia de documentación libre de GNU. El término «Wikipedia», por otra parte, ha sido registrado como marca por la Fundación Wikimedia. Sin embargo, los usuarios Nohat y Paulmagnus, realizaron una cesión de derechos a nombre de la Fundación Wikimedia por las cuales los logos son también propiedad de esta.